# Bruce Lee (jeu vidéo)
 (octobre 2019).
Si vous disposez d'ouvrages ou d'articles de référence ou si vous connaissez des sites web de qualité traitant du thème abordé ici, merci de compléter l'article en donnant les références utiles à sa vérifiabilité et en les liant à la section « Notes et références ».
Bruce Lee est un jeu vidéo conçu par Ron J. Fortier, avec des graphiques de Kelly Day et des musiques de John A. Fitzpatrick. Il a été à l'origine publié pour l'Atari 8-bits et Commodore 64 par Datasoft en 1984.

## Système de jeu
Bruce Lee est un jeu de plates-formes / Beat 'em up hybride, dans lequel le joueur contrôle Bruce Lee. Pour progresser, le joueur doit collecter un certain nombre de lanternes suspendues à différents points dans le jeu. Chaque chambre est gardée par deux ennemis mobiles, le Ninja et le Yamo vert, qui attaquent à coups de poing et coups de pied. Un mode multijoueur permet à un deuxième joueur de contrôler le Yamo, ou permet à deux joueurs à tour de rôle de contrôler Bruce Lee. Le Ninja et le Yamo sont également vulnérables aux dangers de l'écran, mais ont une quantité infinie de vies.

## Compilations
Le jeu a été inclus sur la compilation ZX Spectrum et Amstrad CPC de 1986 intitulée They Sold a Million II,, avec Match Point, Match Day, et Knight Lore.

## Vidéos
- Vidéo complète de la version C64 sur archive.org